# Mario Farci
Mario Farci (ur. 9 maja 1967 w Quartu Sant’Elena) – włoski duchowny katolicki, biskup Iglesias od 2025.

## Życiorys
Święcenia kapłańskie otrzymał 7 grudnia 1991 i został inkardynowany do archidiecezji Cagliari. Po święceniach pracował jako wikariusz w parafii Świętego Krzyża, pracował też jako m.in. ojciec duchowny archidiecezjalnego seminarium. W 1998 został wykładowcą Papieskiego Wydziału Teologicznego Sardynii, a w 2022 został jego rektorem.
30 listopada 2024 papież Franciszek mianował go biskupem diecezji Iglesias. Sakry biskupiej udzielił mu 9 lutego 2025 abp Giuseppe Baturi. 